# Chaetopteryx gessneri
Chaetopteryx gessneri är en nattsländeart som beskrevs av Mclachlan 1876. Chaetopteryx gessneri ingår i släktet Chaetopteryx och familjen husmasknattsländor. Utöver nominatformen finns också underarten C. g. tomaszewski.